# P2 (Panasonic)
P2 est une technologie développée par Panasonic pour l'enregistrement avec des caméras numériques. 

## Description
Introduite en 2004, P2 (abréviation de "Professional Plug-In") est une carte de stockage mémoire à semi-conducteurs destinée à l'enregistrement vidéo numérique professionnel, adapté aux applications de Service de journalisme électronique (ENG).  
Il permet l'enregistrement sans bande (non linéaire) de flux DV, DVCPRO, DVCPRO25, DVCPRO50, DVCPRO-HD ou AVC-Intra sur une mémoire flash.  
En avril 2012, Panasonic introduit le système microP2 un format basé sur la carte SDHC/SDXC conforme au mode de bus UHS-II (Ultra-High Speed). Un adaptateur MicroP2 est disponible pour certains appareils P2.  
En 2014, Panasonic annonce une nouvelle génération de la technologie, la carte expressP2. Celle-ci permet l'enregistrement à haute fréquence d'images 1080 HDAVC-ULTRA ainsi que la capture en résolution 4K. 

## Capacité de stockage
| Modèle     | Capacité | DVCPro     | DVCProHD 720pN24 | DVCPro50, DVCProHD 720pN30, ou AVC-Intra 50 | DVCProHD à 1080i60 ou 720p60, ou AVC-Intra 100 |
| ---------- | -------- | ---------- | ---------------- | ------------------------------------------- | ---------------------------------------------- |
| AJ-P2C004H | 4 Go     | 16 min     | 10 min           | 8 min                                       | 4 min                                          |
| AJ-P2C008H | 8 Go     | 32 min     | 20 min           | 16 min                                      | 8 min                                          |
| AJ-P2C016H | 16 Go    | 1 h 4 min  | 40 min           | 32 min                                      | 16 min                                         |
| AJ-P2C032H | 32 Go    | 2 h 8 min  | 1 h 20 min       | 1 h 4 min                                   | 32 min                                         |
| AJ-P2C064H | 64 Go    | 4 h 16 min | 2 h 40 min       | 2 h 8 min                                   | 1 h 4 min                                      |

## Appareils
Les appareils commercialisés utilisant cette technologie sont les suivants :
- AG-HPX170 (version NTSC)
- AG-HPX171 (version PAL)
- AG-HVX200
- AG-HPX250
- AG-HVX202AEN HD DVC-PRO
- AG-HPX300/HPX301
- AG-HPX370/371
- AG-HPX500/HPX555
- AJ-HPX2000 (en Europe : AJ-HPX2100)
- AJ-HPX2700
- AJ-HPX3000
- AJ-HPX3700